# Gruppo vocale Cantemus
Il gruppo vocale "Cantemus" è un coro di Lugano, fondato nel 1979 sotto la direzione di Cécile Riva. Successivamente il coro è stato diretto da Diego Fasolis e, dal 1996, da Luigi Marzola, attuale direttore artistico.  Dal 2000 il coro ha istituito un "Laboratorio vocale", per l'approfondimento della tecnica vocale individuale (corso è diretto dal soprano Dan Shen).

## Repertorio
Il repertorio del coro comprende composizioni polifoniche anche di ampio respiro: Johannes Brahms, Liebesliederwalzer; Giovanni Contino, Missa Congratulamini Mihi (prima esecuzione moderna); Giacomo Carissimi, Jephte; Domenico Scarlatti, Stabat Mater (a 10 voci); Francis Poulenc, Gloria.
Il gruppo collabora con il coro della RSI nei concerti del Venerdì Santo e con l'orchestra e il coro del Conservatorio della Svizzera italiana per il Concerto di Natale.
Nel 2002 il coro consegue il terzo premio con "menzione d'eccellenza" nella categoria "Cori d'élite" al Concorso corale di Vevey. È stato ospite più volte del "Festival internazionale di musica sacra" di Brescia ed ha partecipato al "Festival lodoviciano" in Viadana.

## Discografia
- François-Joseph Gossec, Grande messe des Morts
- Luigi Cherubini, Requiem]
- Gaetano Donizetti, La parisina
- Johann Sebastian Bach, Matthäus Passion
- Carlo Evasio Soliva, La testa di bronzo
- Musica sacra nella Napoli del '700 - Musiche di Leo, Pergolesi, Jommelli - ed. Tactus